# Franky Dekenne
Franky Dekenne, est un footballeur international belge né le 7 juillet 1960 à Waregem (Belgique).
Il a fait une grande partie de sa carrière dans le club phare de sa ville natale, le KSV Waregem. Il y évoluait comme milieu de terrain.
Il a joué 3 fois en équipe nationale.
Il a également été au Royal Antwerp FC de 1988 à 1990, avant de retourner dans son club d'origine. 
Il entame une reconversion comme entraîneur-joueur dans le club du KVC Westerlo en 1996, puis du KM Torhout de 1997 à 2000.
En décembre 2017, il prend la direction du SV Anzegem qu'il quitte en 2020 après avoir promu le club en 1re provinciale.

## Palmarès
- International belge en 1987-1988 (3 sélections)
- premier match international: le 11 novembre 1987, Belgique-Luxembourg, 3-0 (éliminatoires championnat d'Europe)
- Finaliste de la Coupe de Belgique en 1982
- Vainqueur de la Supercoupe de Belgique  en 1982